# 사분의

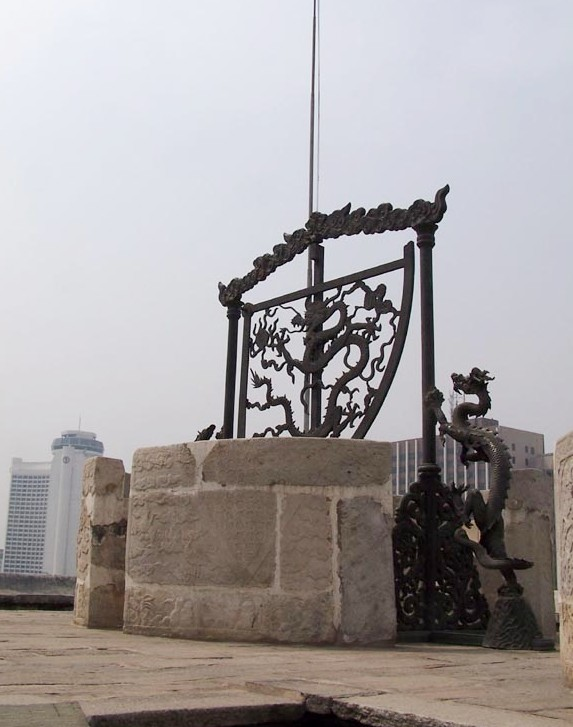

사분의(四分儀) 또는 상한의(象限儀), 쿼드런트(quadrant)는 최대 90도까지 각도를 측정하기 위해 사용하는 기구이다. 여러 버전의 사분의를 사용하여 당일의 경도와 위도, 시간 등을 계측할 수 있다. 처음에 더 나은 종류의 천문관측의의 일종으로 클라우디오스 프톨레마이오스가 제안하였다.